# Foerster Media
Foerster Media ist ein für schwule Männer produzierender Buchverlag, Zeitschriftenverlag und Videoproduzent aus Offenbach am Main. Inhalt und Gegenstand der Produktionen ist die homosexuelle Erotik für Männer.

## Geschichte
Foerster Media, vormals Foerster-Verlag, vormals Fotokunst-Verlag (FKV), wurde 1977 von Kurt-Joachim Foerster (* 1952) in Frankfurt am Main als Buchverlag gegründet. Firmensitz ist heute Offenbach. Aus dem reinen Buchverlag entwickelte sich zu Beginn der 1980er-Jahre der erste schwule Buch- und Zeitschriftenverlag Deutschlands, der Mitte der 1990er Jahre um die Sparten Gay-Video und Gay-DVD erweitert wurde.

## Magazine
Wichtigster Zeitschriftentitel war der von Ende 1984 bis 2011 im Verlag erscheinende ADAM. Neben Du & Ich (Oktober 1969) aus dem Jackwerth Verlag war ADAM (Mai 1976) der älteste, noch auf dem deutschen Zeitschriftenmarkt befindliche schwule Titel. Zielgruppe sind Schwule, „denen man nicht Monat für Monat Homosexualität erklären muss“.
Bis Mitte der 1990er-Jahre produzierte Foerster Media die inzwischen eingestellten Zeitschriften Titel Adonis und DON, die später als DON & ADONIS vereinigt wurden. Daneben erscheint eine Reihe von pornographischen Zeitschriften (Homoh XXL, Boy oh Boy, Kinky Twinks).

## Bücher
Vom Verlag wurden bisher etwa 50 Bücher von homoerotischen Inhalt publiziert. Zu den ersten Büchern gehörten Der heimliche Sexus – homosexuelle Belletristik in Deutschland 1920–1970 (1979), Der unterdrückte Sexus – historische Texte zur Homosexualität (1977) und Sexualforschung und -Aufklärung in der Weimarer Republik (1985).
Später gab Kurt J. Foerster wissenschaftliche Bücher zum Thema Pädophilie heraus. Herausragende Autoren waren hier Frits Bernard sowie Joachim S. Hohmann.
Mitte der 1980er- bis Mitte der 1990er-Jahre waren diese Bücher frei verkäuflich, wurden aber ab Ende der 1990er-Jahre indiziert. Aufsehen erregte dank Bild-Schlagzeilen das Buch Leben, Lieben, Legenden (1989) von Hermann J. Huber, in dem erstmals im deutschsprachigen Raum prominente Homosexuelle porträtiert wurden. Auslöser des Skandals war die Auflistung von Schlagersänger Rex Gildo. Die Buchreihe Gay Video Guide (ab 1999) ist eine der wichtigen Publikationen und Pionier zu diesem Thema im deutschsprachigen Raum.
Ein weiteres umstrittenes Buch war Pädophilie heute, ein 1980 erschienenes Sammelwerk, welches die Positionen der Pädophilenbewegung widerspiegelt und das 2004 in den Teil A der Liste der jugendgefährdenden Medien aufgenommen wurde.

## Video, DVD
Der Verlag gehörte zu den ersten deutschen Produzenten, die pornografische Schwulenfilme nicht nur aus Amerika, Skandinavien und den Niederlanden importierten, sondern selbst produzierten und vertrieben. Gleichzeitig wurden heute erfolgreiche internationale Produktionen wie die US-Labels Titan Media und Raging Stallion unterstützt.

## Studien
- 1. ADAM Studie (Was Schwule wirklich wollen, Oktober 2007) Das Gay-Magazin ADAM untersuchte auf dem Kontaktportal homo.net Einstellungen zu Partnerschaft und Sex in unterschiedlichen Altersgruppen bei Schwulen. Dabei zeigte sich, dass die Beziehungsorientierung bei der Online Partnersuche mit zunehmendem Alter geringer wurde.[10]
- 2. ADAM Studie (Adam sucht Adonis – oder Herkules?, Januar 2008) Das Magazin untersuchte die Partnerpräferenz schwuler Kontaktportals-Teilnehmer auf homo.net in Abhängigkeit von ihrem eigenen Körperbild. Ergebnis ist, dass fast alle Schwule den eigenen Körpertypus bevorzugen.[11]
- 3. ADAM Studie (Traummann gesucht: Der gewöhnliche Homosexuelle, ADAM Nr. 246 Foerster Media März 2008) Untersucht wurden hier die Livestylegruppen unter den homo.net Kontakforumsteilnehmern durch sozialwissenschaftliche Auswertung der genannten Freizeitinteressen.[12]